# Frederick Wiseman
Frederick Wiseman (Boston, 1 de Janeiro de 1930) é um documentarista estadunidense de origem judia. 
Sua produção documental, que aborda majoritariamente instituições sociais, tem um estilo bastante próprio que ficou conhecido como cinema observacional, apesar do diretor não concordar com esta definição:
"O que eu tento fazer é editar os filmes de forma que tenham uma estrutura dramática, por este motivo que me oponho ao termo Cinema Observacional ou cinema verité, uma vez que cinema observacional para mim tem a conotação de simplesmente sair por aí gravando todas as coisas como se tivessem o mesmo valor, o que não é verdade. Pelo menos não é verdadeiro para mim, assim como cinema verité é apenas um termo francês pomposo absolutamente desprovido de significado, pelo que posso compreender. Aftab, Weltz"